# Rosalind Franklin
Rosalind Elsie Franklin (n. 25 iulie 1920, Greater London, Anglia, Regatul Unit al Marii Britanii și Irlandei – d. 16 aprilie 1958, Londra, Anglia, Regatul Unit) a fost o biofiziciană și cristalografă evreică-britanică care a adus contribuții importante la înțelegerea structurilor fine, moleculare ale nucleotidelor din nucleul celular, precum  ADN și ARN, dela virusuri până la om. Munca ei privind ADN-ul i-a adus cea mai mare notorietate, deoarece ADN-ul (acid dezoxiribonucleic) joacă un rol esențial în metabolismul celular și genetică, precum și descoperirea structurii sale i-a ajutat pe colaboratorii săi să înțeleagă modul în care informația genetică este trecută de la părinti la copii.